# Tigrane V
Tigrane V (fl. I secolo a.C.-I secolo) è stato un re vassallo posto da Gaio Cesare sul trono d'Armenia, vi regnò dal 2 a.C. all'11, venendo esautorato da una rivolta guidata dalla regina Erato della dinastia artasside.
Era il figlio di Alessandro, figlio di Erode il Grande, e di Glafira, figlia di re Archelao di Cappadocia.